# Braunsia
Braunsia es un género de plantas con flores perteneciente a la familia Aizoaceae.

## Taxonomía
Braunsia fue descrito por el arqueólogo, historiador y botánico alemán, Martin Heinrich Gustav Schwantes, y publicado en Gartenwelt 32: 644 (1928). La especie tipo es: Braunsia nelii Schwantes

## Especies
- Braunsia apiculata (Kensit) L.Bolus
- Braunsia bina Schwantes
- Braunsia edentula (Haw.) N.E.Br.
- Braunsia geminata (Haw.) L.Bolus
- Braunsia maximiliani Schwantes
- Braunsia nelii Schwantes
- Braunsia stayneri (L.Bolus) L.Bolus
- Braunsia vanrensburgii (L.Bolus) L.Bolus -